# Omorgus unguicularis
Omorgus unguicularis är en skalbaggsart som beskrevs av Haaf 1954. Omorgus unguicularis ingår i släktet Omorgus och familjen knotbaggar. Inga underarter finns listade i Catalogue of Life.